# Західноукраїнські землі в міжвоєнний період у складі Румунії
Після втрати державності на початку 1920-х рр. українські землі опинилися у складі СРСР, Польщі, Чехословаччини та Румунії.
У межах Румунії опинилися Буковина, Бессарабія та мала частина Закарпаття — південна частина Мармарощини, а у зв'язку з цим частина української суцільної етнографічної території й низка українських етнографічних островів у цих країнах, зокрема у Бессарабії; врешті, українські острови у Банаті, який до 1918 належав до Угорщини. Крім того, на території корінної Румунії, головним чином у Бухаресті, опинилися українські політичні емігранти з України; їх основу становили колишні старшини і вояки 2 Запорізької бригади Армії УНР, які восени 1920 року перейшли Дністер.
До міст Румунії наплинуло також деяке число українців з Буковини і Бессарабії, переважно учителі й службовці, що їх румунська влада переселила, щоб ослабити український стан посідання, студенти, які вчилися у вищих навчальних закладах, головним чином у Бухаресті й Ясах.

## Розселення

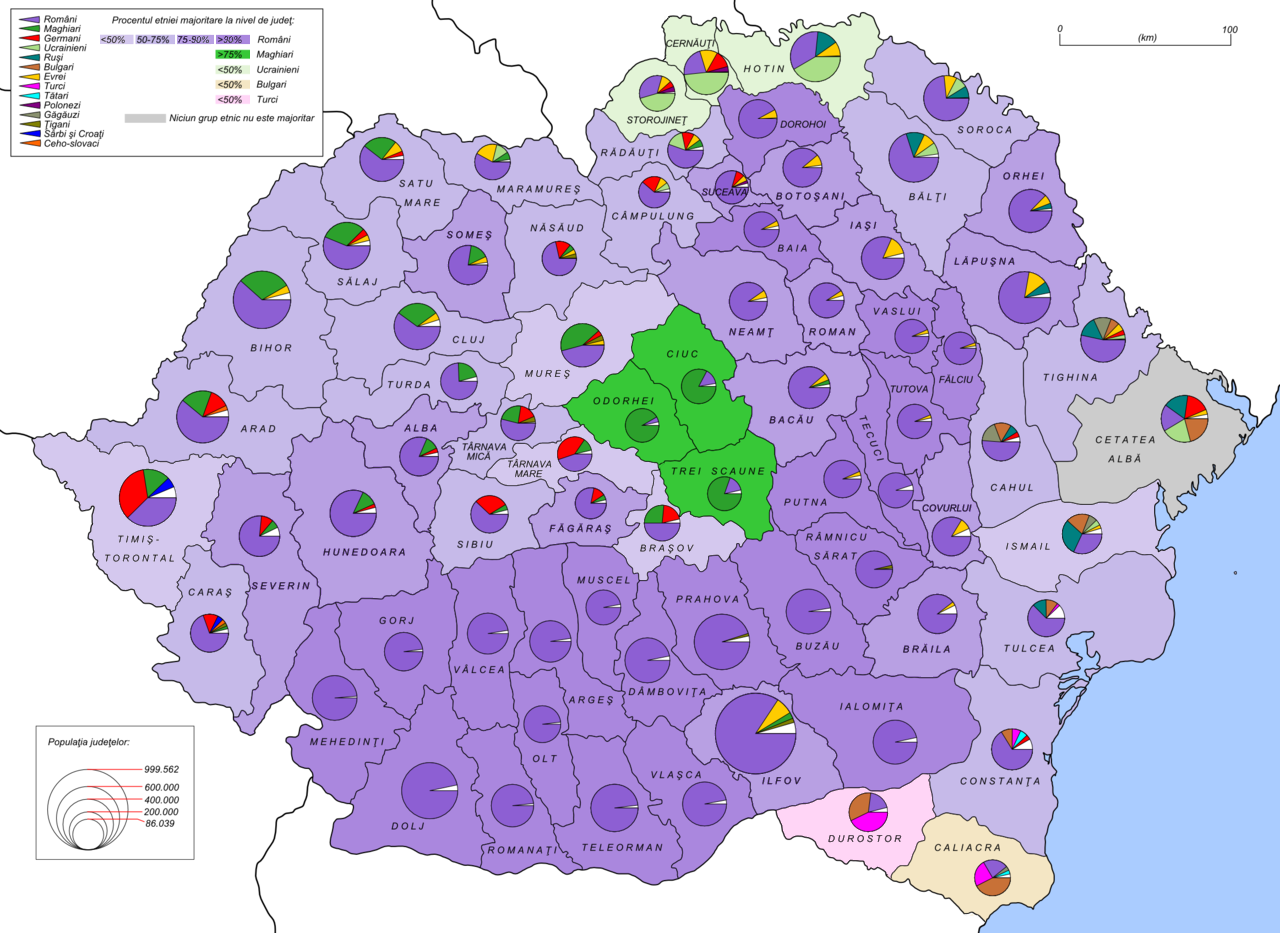
Етнічна мапа Румунії, 1930 рік

За офіційною статистикою у 1920 році на території Румунії проживало майже 791 тисяча українців (4,7 % усього населення) [джерело?].
За даними перепису населення 1930 року у Румунії проживало 18 057 028 осіб. З них, 582115 осіб (3,22 %) назвали себе українцями (рутенами, русинами).
Українську (русинську, рутенську) мову як рідну зазначили 641485 осіб (3,6 % усього населення Румунії).
Помітну меншину українці становили у Буковині (27,7 % етнічних українців та 32,9 % — україномовних), Бесарабії (11 та 11,6 %% відповідно), Крішана і Марамуреш (1,7 і 1,4 %%), Банаті (0,4 %% в обох випадках) та Молдові (0,2 % мешканців з рідною українською мовою).
Українці становили найбільші етнічні громади жудеців Хотин, Чернівці та Сторожинець. Значні громади проживали у жудецях Сорока, Бєльци, Четата-Альба та Ізмаїл.

## Українські політичні партії та організації
З 1918 по 1928 роки на зайнятих Румунією українських землях діяв воєнний стан, легальну політичну діяльність партій було заборонено. З 1928 по 1938 роки у Румунії був період відносно ліберального правління, що сприяло діяльності політичних партій. З'явилась низка політичних партій. У 1938 році король заборонив політичні партії і встановив диктатуру військових.
Українська Національна Партія (УНП) — єдина легальна українська політична партія, яка діяла у Румунії в 1927—1938 роках. При виборах УНП нараховувала пересічно близько 32 000 виборців.
Головою УНП був Володимир Сергій Залозецький, секретарем — Юрій Сербинюк. Посли до парламенту: Василь Дутчак, Орест Шкраба, Денис Маєр-Михальський. Інші діячі: Лев Когут, Антон Кирилів, Іван Стрийський, Іван Жуковський, Юрій Лисан, Роман Ясеницький, М.Вітан, М.Сивий та ін. Заборонена у 1938 році разом з усіма іншими румунськими політичними партіями.
Націоналістичний рух в Чернівцях розпочався із створення революційної групи «Легіон Українських Революціонерів» (ЛУР) на чолі з такими патріотами, як Орест Зибачинський, П. Григорович та І. Басараба, а в 1932 році організовано іншу групу — «Месники України», очолювану Денисом Квітковським та Іваном Григоровичем.
Партія українських працюючих Румунії, також — «Визволення» — політична організація в міжвоєнній Румунії. Створена в 1929 році членами підпільної Комуністичної партії Буковини (з 1926 року — складової Румунської комуністичної партії) і значною частиною української секції Міжнародної соціал-демократичної партії, партія «Визволення» протягом всього свого існування була пов'язана з Робітничо-селянським блоком — легальною організацією забороненої компартії. У 1931 році Робітничо-селянський блок зміг отримати на виборах до парламенту п'ять мандатів, серед обраних депутатів - українець Vasile Caşul. Партія розформована в 1934 році.

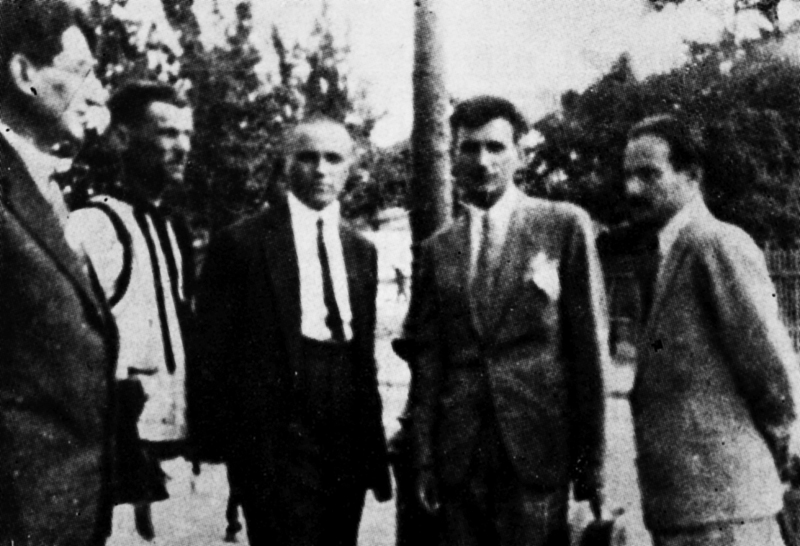
Депутати Робітничо-селянського блоку, Румунія, 1931: зліва направо - Євген Розван, Василь Качул, Штефан Дан, Лукрецій Патрашкану, Імре Аладар

1918 р. відновила діяльність Інтернаціональна соціалдемократична партія Буковини (ІСДПБ), до складу якої входило 5 національних секцій, зокрема, українська. 
31 жовтня 1920 р. відбулася конференція української секції ІСДПБ. У ній взяли участь 42 делегати та запрошені. На ній обговорювалися питання співпраці соціал-демократів у румунському парламенті. Наступну конференцію української секції ІСДПБ скликали в жовтні 1922 р.
Протягом довгого часу діяльністю ІСДПБ керував Якуб Пістінер. Після його смерті соціалдемократичній організації загрожував розкол і поступово діяльність організації ставала менш результативною. Серед найвідоміших членів партії були Е.Касван, Г.Григорович, С.Вікторчик, Рудольф Гайдош. Поступове падіння активності партії було причиною того, що на парламентських виборах 1937 р. соціал-демократи в Румунії не здобули навіть одного відсотка голосів виборців. На Хотинщині діяльність соціал-демократів взагалі була малопомітною і на парламентських виборах в цьому повіті вони здобували мінімум голосів.
Українська народна партія (УНП) заснована 1921 р. П. Мігулою, С. Коралєвичем і Р. Івасюком. У її програмному документі зазначалася як мета — «підпомагати румунський уряд у його змаганнях для запровадження ладу й порядку в нашім краї». Ця організація не мала підтримки в українців і незабаром припинила існування.
30 квітня 1922 р. засновано Українську народну організацію, яка задекларувала своїм завданням — «заступати український загал та боронити права трудової маси українського народу під управою Румунії».
У 1922 р. на основі колишньої народовської партії виникла Українська народно-демократична партія (УНДП).

## Громадські організації
Громадсько-Допомоговий Комітет Української Еміграції в Румунії (голова централі — Кость Мацієвич, заступник голови Василь Трепке, секретар Дмитро Геродот (Івашин)). Заснований у 1923 році. Координувала працю 10 філій (найчисленніша — Громада Українських Емігрантів у Букарешті). 

Союз українок-емігранток у Румунії (голова — Н. Трепке), 

Товариство Українських Вояків у Румунії (голова Гнат Порохівський) 

Союз Українських Хліборобів у Бухаресті (голова П. Новіцький), заснований гетьманською групою 1921. 

студентське товариство «Зоря» (Бухарест), 1921 — 26, згодом Українське Культурно-спортове товариство «Буковина», 1926-44.

## Україномовна преса
- «Рідний край» — політико-інформаційний тижневик на позиціях Української національної партії у Румунії, виходив у Чернівцях 1926—1930 років (вийшло 201 частини). Головний редактор — Лев Когут. 1930 «Рідний край» об'єднався з газетою «Час»;
- «Час» — український щоденний часопис (єдиний у Румунії), виходив у Чернівцях 1928—1940 — разом 3350 чч.; видання віднослено 23 серпня 1990 року.
- «Народна воля»;
- «Рада»;
- Самостійна Думка
- «Самостійність»
- газета «Воля народа» (1919—1920), редагована публіцистом Сергієм Канюком
- Громада (Канюк Сергій Іванович)
- Робітник (Кость Кракалія)
- Вперед
- Боротьба (1925—1928)
- Газета «Життя» (1923) іменувалася як «часопис для українського громадянства»
- «Борець» (1929—1930; І.Стасюк)
- «Народ» (редактор Сергій Канюк)
- «Народний голос» (1921),
- «Зоря» (1923—1925),
- «Правда»
- «Народна сила»
- «Нове життя» соціалдемократичний тижневик
- «Нова Старовина» (додаток до газети «Час»)
- «Нове життя» (1931—1934),
- «Народна сила» (1932—1934),
- «Правда» (1930—1936),
- «Рада, незалежна газета української думки в Румунії» — тижневик, виходила з перервами упродовж 1934—1938 рр.

## Культурне життя
Проводилася політика румунізації українського населення:
- румунську мову оголошено державною;
- закрито три українські гімназії (в Кіцмані 1920 р., у Вижниці 1921, у Чернівцях до 1925 року), з 1927 року припинено викладати українську мову як предмет;
- у 1929—1933 роках дозволено викладати українську мову як предмет та релігію українською мовою;
- людей переслідували за вживання української мови;
- накладено заборону на ввезення українських книжок і музичних творів;
- у Чернівецькому університеті ліквідовано українські кафедри;
- румунізувалися навіть прізвища та церковна служба.

## Релігійне життя

### Православні українці
Після приєднання до Румунії деяких українських етнічних територій Буковинську митрополію, Кишинівську, Болградсько-Ізмаїльську та Хотинську єпархії приєднано до Румунської Православної Церкви. На чолі Чернівецької кафедри відновлений опальний в австрійські часи Володимир (Репта).
1925 року прийнято закон «Про організацію Румунської Православної Церкви». Сама Церква дістала статус патріархії й складалася з 5 митрополій, кожна з яких об'єднувала кілька єпархій. Чернівецький архієрей одержав митрополичий титул, і в його підпорядкування перейшла, крім Буковинської, ще й Хотинська єпархія з центром у місті Бєльці. До цього духівництво Хотинщини (північно-східна Буковина) перебувало під юрисдикцією Кишинівського архієрея. Чернівецький владика Нектарій (Котлярчук) у 1925 році був інтронізований з титулом — митрополит Буковини й Хотина.
1935-го р. новим Чернівецьким архієреєм став Віссаріон (Пую), який був інтронізований з титулом митрополита Буковини, Хотина й Мармарощини, оскільки в його підпорядкування перейшла ще Мармароська єпархія.
З 1 січня 1928 року Румунська патріархія перейшла на новоюліанський календар.

### Греко-католики-русини (українці)

#### Апостольська адміністрація
У 1922 р. для греко-католицьких віруючих у Буковині було встановлено апостольське управління з центром у місті Серет. Адміністрація була безпосередньо підпорядкована Апостольській нунціатурі в Бухаресті, а посаду апостольського адміністратора обіймав Клемент Злепко. У 1930 році, після укладення Конкордату між Румунією та Святим Престолом Папа Пій XI скасував апостольську адміністрацію.

#### Греко-католицька єпархія Марамурешу
Папською булою «Sollemni Conventione» від 5 червня 1930 року у складі Католицької церкви на території Румунії створена греко-католицька Єпархія Марамурешу з резиденцією в Бая-Маре. Нова єпархія складалася з 239 парафій, (169 румунських парафій з єпархії Герла, 31 румунських парафій з єпархії Орадеї та одна румунська парафія з Архієпархії Фаґараша і Альба-Юлії; 10 русинських греко-католицьких парафій з Гайдудорозької єпархії, 11 русинських греко-католицьких парафій з Мукачівської єпархії та 17 русинських греко-католицьких парафій Станіславської єпархії).

5 червня 1930 року у складі Єпархії Марамурешу створено Спеціальний греко-руський вікаріат з центром у Чернівцях. 7 лютого 1931 року вікарієм греко-руського спеціального вікаріату назначено Михайла Симовича. 38 руських греко-католицьких парафій були організовані у два протопопіати: Протопопіат Цисальпін (11 парафій) та Буковинський протопопіат (17 парафій, 10 священників та 10 адміністраторів).
Вікаріат очолив о. Михайло Симович (1931—1940, 1941—1943) та пр. Ісидор Тонюк (-1948).